# Kasztelanów
Kasztelanów – jednostka obszarowa miasta utworzona w 2008 roku dla potrzeb Systemu Informacji Miejskiej (SIM) w Poznaniu. Jednostka obszarowa nie jest formalnym osiedlem. Znajduje się na terenie dwóch osiedli samorządowych Grunwald Południe i Ławica. 

## Położenie
Wedle Systemu Informacji Miejskiej jednostka obszarowa Kasztelanów mieści się w granicach:
- od wschodu: ulicą Grochowską;
- od południa: ulicą Grunwaldzką;
- od zachodu: ulicą Węgorka;
- od północy: skrajem Lasku Marcelińskiego, na tyłach posesji przy ulicy Marcelińskiej, krótki odcinek ulicą Bułgarską a następnie ulicą Marcelińską.

## Ważniejsze miejsca i obiekty
- Fort VIII,
- Willa Arthura Bredschneidera
- Stadion Poznań,
- modernistyczne osiedle Abisynia
- Pomnik Marii Grzegorzewskiej,
- Pomnik Stanisława Staszica
- Szkoła Podstawowa nr 74 im. Mikołaja Kopernika,
- Zespół Szkół Ekonomicznych im. S. Staszica, (ul. Marszałkowska 40),
- Zespół Szkół Gastronomicznych im. Karola Libelta, (ul. Podkomorska 49)
- Teatr Komedia, (ul. Grochowska 49)